# Nianzishan
Nianzishan är ett stadsdistrikt i Qiqihar i Heilongjiang-provinsen i nordöstra Kina. Det ligger omkring 350 kilometer nordväst om provinshuvudstaden Harbin.